# El-Sakkakini

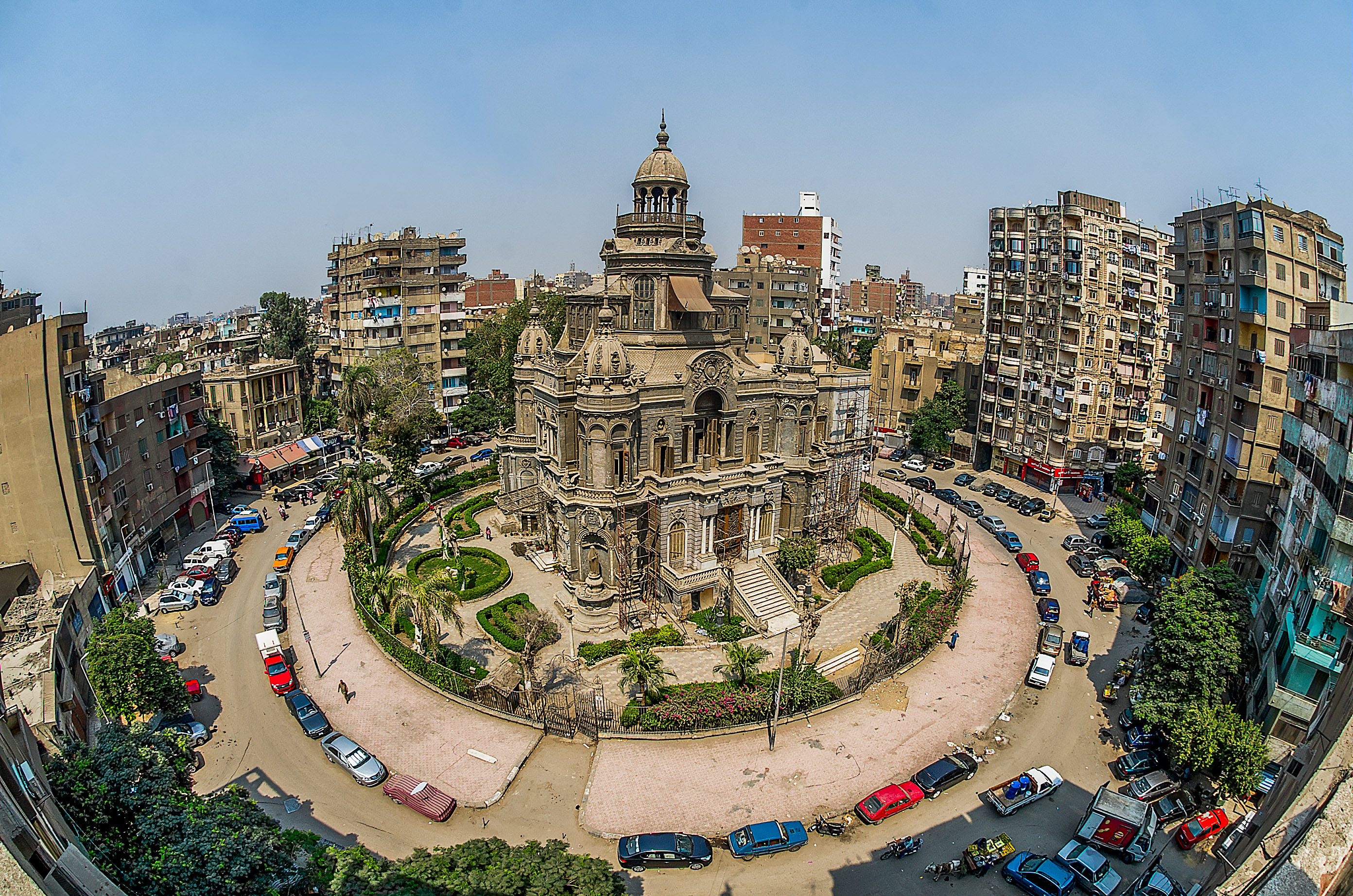
Vista Piazza Palazzo Sakkakini Pascià

El-Sakkakini (in arabo السكاكيني‎?), è un quartiere del centro del Cairo a nord dei distretti di Daher e Abbasseya. Prende il nome dall'imprenditore siriano Gabriel Habibi Sakakini Pascià (1841-1923) che lo fondò costruendoci un immenso palazzo Palazzo Sakakini che oggi è il Museo degli strumenti medici antichi.